# Sander van Deurzen
Sander van Deurzen (Blerick, gemeente Venlo, 6 september 1975) is een Nederlandse beeldend kunstenaar.
Van Deurzen volgde van 1993 tot 1997 een opleiding aan de Academie Beeldende Kunsten Maastricht en rondde in 2017 een Master of Fine Art aan de HKU af. Als kunstenaar is hij hoofdzakelijk actief als schilder, maar hij maakt ook beelden en installaties. Hij is gevestigd (geweest) in Maastricht, Tilburg, Breda en Amsterdam. Van Deurzen brak in 2003 landelijk door en kort daarna internationaal.

## Werk
Sander van Deurzen staat bekend om zijn kleurige schilderijen waarin hij experimenteert met spontane schildertechnieken en verwijzingen naar kunsthistorische thema’s. Hij zoekt in zijn werk verbindingen tussen het heden en onderwerpen uit de kunstgeschiedenis, waardoor zijn werken een gelaagde betekenis krijgen. Zo kan een taartje met een vloeibare gelei moeiteloos worden verbonden aan een druppel bloed uit een kruisiging van de oude meester Cimabue.
Van Deurzens werk kenmerkt zich door het gebruik van natte sponstechnieken en heldere kleuren, waardoor zijn schilderijen een expressief en vluchtig karakter krijgen.
Zijn recente schilderijen met lange druiperige en brede verfstreken maakt hij ‘zacht’ door de hoeken af te ronden alsof het een soort kussens zijn. Hij laat ook zijn spielatten buigen zodat de schilderwerken als slappe theedoeken van de muur naar de grond glijden. Naar aanleiding van een vraag van Lily van der Stokker over het waarom van druppels in zijn werk tijdens een publieke bijeenkomst schreef ze een tekst bij zijn werk in de door haar samengestelde tentoonstelling The Basement. De eerste tentoonstelling in haar nieuwe ruimte Stokker-Jaeger aan de Lomanstraat in Amsterdam. Sander van Deurzen nam daaraan deel met het werk 'Een slappe spielat'. Ze eindigde haar korte tekst over zijn werk met een observatie: "Ik denk dat het werk van Sander zich afzet tegen, en een statement is over het minimalisme en modernisme".

### Muurschildering
In 2023 voltooide Van Deurzen, met een spons als gereedschap, een monumentale ruimte vullende muurschildering (22 meter lang), transparant en vloeibaar als water, in de Verbeke Foundation (België), gecombineerd met werken van Georges Robèr (1893–1969).

### Rückenfigur
Onregelmatig maar altijd terugkerend in zijn werk is Rückenfigur. In deze langzaam groeiende serie die begon in 2001 laat Sander van Deurzen zich inspireren door de compositie die bekend werd door Caspar David Friedrich. Waar Friedrichs figuren de toeschouwer meenemen in de overweldigende grootsheid van de natuur, draait Van Deurzen dit perspectief om: in plaats van een nietige mens in een subliem landschap, domineert zijn Rückenfigur de compositie volledig.
In zijn Rückenfigur uit 2014 oogt volgens een recensie in NRC Handelsblad (2015) bij Van Deurzen niet de natuur, maar de mens zelf meedogenloos. De figuur vult het doek volledig, zijn massieve rug belemmert de kijker het zicht op wat zich daarachter afspeelt. De grijstinten van zijn lichaam vloeien over in het groen van de achtergrond, wat een verstikkend en onontkoombaar effect creëert. Dit werk werd getoond in The Mirror and Lamp Show, een tentoonstelling over de invloed van de Romantiek op hedendaagse kunst.

## Tentoonstellingen en collecties
Van Deurzen exposeerde onder andere bij de Verbeke Foundation (België), Barbara Seiler Gallery (Zürich), Breda's Museum (NL), het Noordbrabants Museum (NL) en de Wetering Galerie (Amsterdam). Zijn werk maakt deel uit van de collecties van onder andere Museum Voorlinden, Museum Boymans van Beuningen, Kunstmuseum Den Haag, het Dordrechts Museum en Museum Bommel van Dam.

## Prijzen
In 2003 ontving Sander van Deurzen de Koninklijke Prijs voor Vrije Schilderkunst (juryprijs alsook de publieksprijs). In 2024 ontving hij de Jeanne Oosting Prijs, samen met Reinier Lucassen.